# Modern Artillery
Modern Artillery is het derde album van de Australische rockabillyband The Living End uit 2003. Het is het eerste album met huidige drummer Andy Strachan.
Modern Artillery werd matig ontvangen en veel mensen waren teleurgesteld met dit album als vervolg op The Living End en Roll On. Het nummer Who's Gonna Save Us werd door Michael Moore gebruikt voor zijn documentaire Fahrenheit 9/11. End of the World werd gebruikt voor de skateboardgame Tony Hawk's Underground 2.

## Tracks
| Nr. | Titel                    | Duur |
| --- | ------------------------ | ---- |
| 1.  | What Would You Do?       | 1:28 |
| 2.  | One Said to the Other    | 2:46 |
| 3.  | Who's Gonna Save Us?     | 3:21 |
| 4.  | End of the World         | 3:36 |
| 5.  | Jimmy                    | 3:29 |
| 6.  | Tabloid Magazine         | 3:21 |
| 7.  | In the End               | 4:16 |
| 8.  | Maitland Street          | 4:07 |
| 9.  | Putting You Down         | 3:47 |
| 10. | Short Notive             | 2:43 |
| 11. | So What?                 | 2:58 |
| 12. | Rising Up from the Ashes | 3:16 |
| 13. | Hold Up                  | 2:28 |
| 14. | The Room                 | 8:07 |